# Peresa

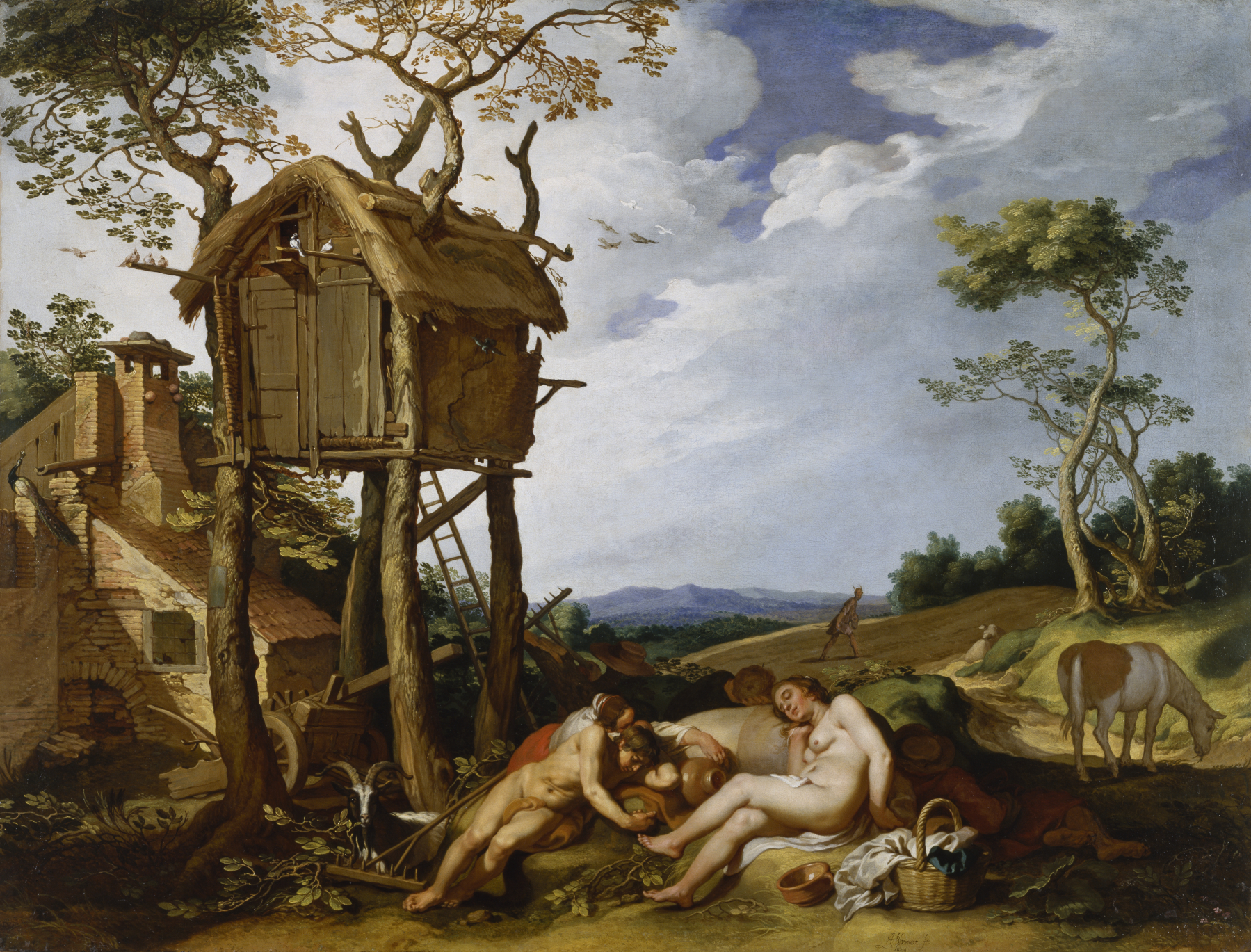
Els camperols mandrosos dormen en lloc de treballar; representació de la peresa en la Paràbola del blat i el jull (Abraham Bloemaert, 1624).

La peresa (o perea), mandra, vessa, galvana (castellanisme) o mandronia és la falta de desig, esma o coratge per a fer quelcom.
És un dels set pecats capitals segons la religió catòlica i és considerat una actitud o comportament negatiu en algunes cultures, que l'entenen com un malbaratament del propi temps i indirectament fa que als altres hagin de treballar més del que els pertocaria. La peresa com a pecat és l'accídia clàssica, i té a veure amb l'esperit, és un estat paralitzador que impedeix la persona obrar correctament, prendre el rumb de la pròpia vida. Per això va ser fortament condemnada per Dante i la majoria dels teòlegs.
No s'ha de confondre amb el descans, l'oci o la meditació, ni amb la mandra puntual o poques ganes de fer voluntàriament d'un deure poc agradable o amb la tendència a no moure's més que l'imprescindible.